# Garnotia foliosa
Garnotia foliosa är en gräsart som beskrevs av Jason Richard Swallen. Garnotia foliosa ingår i släktet Garnotia och familjen gräs. Inga underarter finns listade i Catalogue of Life.